# Doffer

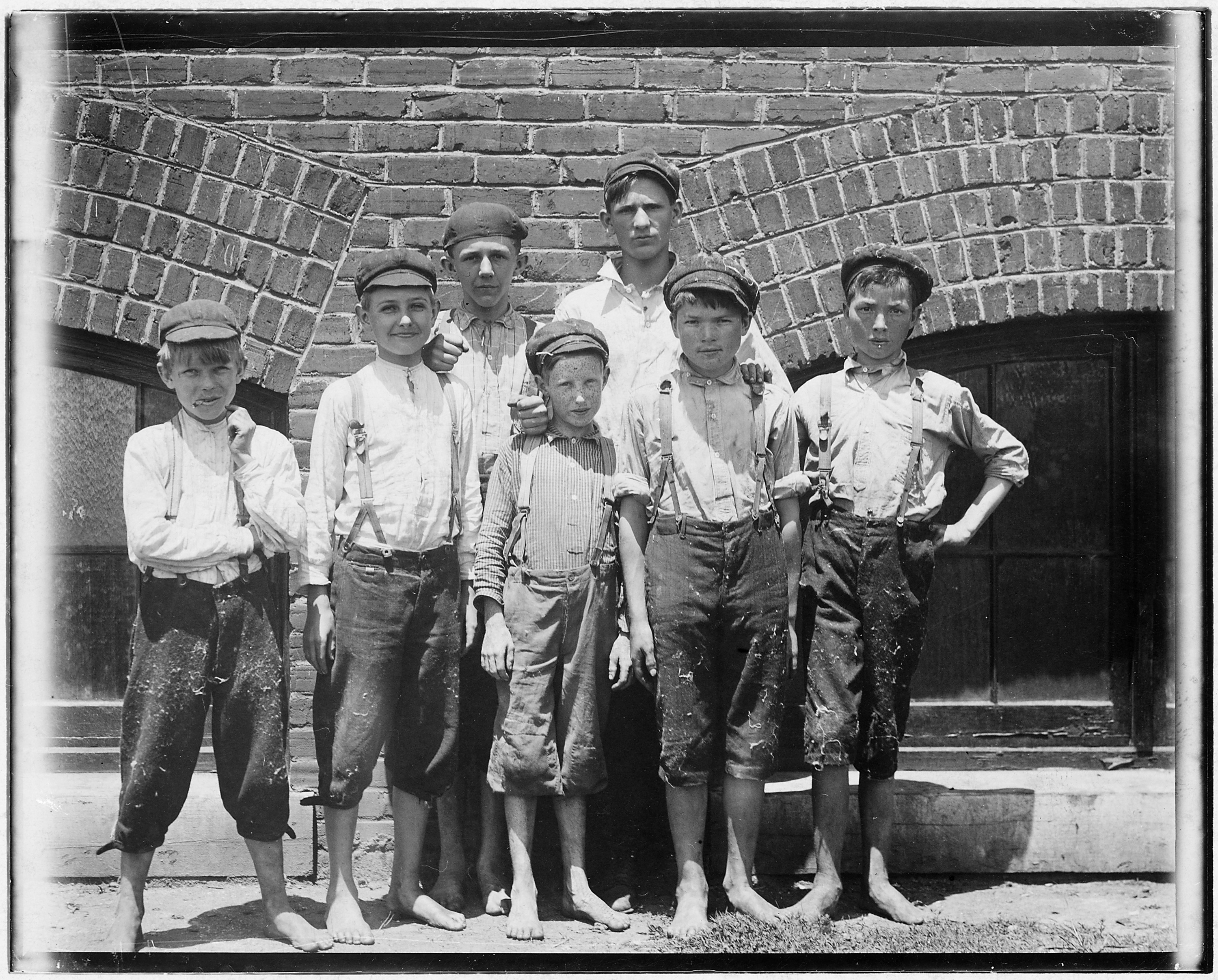
Un gruppo di ragazzi doffer presso Aragon Mills, Rock Hill, South Carolina, fotografati da Lewis Hine il 13 maggio 1912.

Un doffer è un termine inglese che indica colui che rimuove (dal verbo "to doff") rocchetti, spolette o fusi pieni che portano le fibre filate da un filatoio e le sostituisce con pezzi vuoti. Storicamente i tessitori, i doffers e i ripulitori avevano ciascuno compiti distinti che erano necessari per la produzione di tessuti. Con l'avvento della rivoluzione industriale, questo lavoro, che richiedeva velocità e destrezza manuale più che forza, era spesso effettuato da bambini. Dopo la prima guerra mondiale, l'utilizzo di bambini per questa mansione cominciò a decadere, arrivando a terminare negli Stati Uniti nel 1933. Nelle moderne fabbriche tessili, le macchine hanno ormai sostituito l'uomo in questo compito.

## Il XIX secolo
La rivoluzione industriale creò una domanda sempre crescente di lavoro minorile nelle fabbriche e negli stabilimenti produttivi, dato che i bambini erano più facili da controllare rispetto agli adulti, e più bravi in compiti monotoni e ripetitivi che spesso richiedevano poca forza fisica, ma dove piccoli corpi e dita agili erano un vantaggio.
I bambini erano impiegati nelle fabbriche tessili come filatori, doffers e spazzatori. In generale le ragazze erano impiegate come filatrici e i ragazzi come doffers e ripulitori. Quando le bobine dei filatoi erano piene, il macchinario si fermava. I doffers sciamavano nell'impianto e, il cambiavano tutte le bobine il più velocemente possibile, dopodiché il macchinario veniva riavviato e i ragazzi erano liberi di riposarsi o giocare fra loro fino al cambio successivo. Sui filatoi più nuovi e più alti, i dofferers spesso dovevano salire per raggiungere le bobine.

### Gran Bretagna
Nel Lancashire i ragazzi del doffing erano liberi di fare quello che volevano una volta completato un cambio, purché rimanessero a portata d'orecchio del "throstle jobber", che fischiava quando c'era da effettuare un altro cambio. I ragazzi erano motivati a svolgere il lavoro il più velocemente possibile, dato che questo dava loro più tempo per riposarsi o giocare. Tra i dieci e i dodici ragazzi potevano gestire una fabbrica con circa diecimila fusi, a seconda della quantità di filato da filare. I doffers erano di solito figli delle classi sociali più povere e per lo più erano magri e piccoli. Venivano soprannominati "I figli del Diavolo" per la rapidità con cui riuscivano a effettuare i cambi. Come regola dovevano lavorare scalzi, tranne che nei periodi più freddi dell'anno, dato che i pavimenti sotto i telai erano zuppi di acqua e liquidi di lavorazione del cotone. La loro presenza era molto richiesta, tanto che nell'industria tessile inglese, fra il 1830 e il 1860, le paghe dei bambini aumentavano costantemente, in relazione a quelle degli adulti nello stesso periodo. La domanda era superiore all'offerta.

### Nord America
Negli Stati Uniti, nei primi anni del XIX secolo, nonostante la giornata lavorativa fosse molto lunga, i doffers lavoravano solo per quattro ore al giorno. Le memorie raccolte da alcuni scrittori che durante l'infanzia lavorarono nell'industria tessile, come Lucy Larcom and Harriet Hanson Robinson, raccontano di lunghe ore, ma anche di un ritmo di lavoro decisamente più rilassato, con molte opportunità di socializzazione. Anche le paghe erano considerate relativamente alte rispetto al carico di lavoro. Nel Massachusetts, nel 1830, un doffer poteva guadagnare 25 centesimi al giorno, contro 1.25 di un sorvegliante e i 2 dollari di un sovraintendente. Nei cotonifici del sud, era consuetudine impiegare solo bianchi per la maggior parte dei lavori nell'impianto, anche se i neri avevano lavori esterni e alcuni lavori interni come l'accensione delle caldaie. Ciò persistette fino al XX secolo.
Durante la fine del XIX secolo, le condizioni di lavoro nell'industria tessile americana si deteriorarono. Gli operai tessili immigrati provenienti dallo Yorkshire e dal Lancashire nel New England trovarono cotonifici mal gestiti da parte di gestori che falsificavano le misure dei tagli dei tessuti e del tempo di lavoro, e tagliano arbitrariamente i salari senza preavviso. Questi lavoratori erano spesso abili, abituati ad essere trattati  meglio nel loro paese d'origine, e abituati a intraprendere azioni industriali se non lo erano. Per questo ci fu una serie di scioperi a partire dagli anni 1870 in poi.
Nel 1889, la Royal Commission of Inquiry into the Relations of Capital and Labor del Canada registrò una dichiarazione del sovrintendente dell'impianto di St. Croix Cotton Mills a Saint Stephen, New Brunswick. Nella sua dichiarazione, il sovraintendente affermò di stare impiegando alcuni giovani ragazzi intorno ai quindici anni come doffer, ma la media era di tredici anni. Gli stipendi andavano dai 65 agli 80 centesimi al giorno. In estate si lavorava quasi 10 ore al giorno, di sabato solo mezza giornata. Le ore invernali erano leggermente più lunghe. Un dipendente che aveva lavorato sia in Canada che negli Stati Uniti riferì che i salari e le condizioni di lavoro canadesi erano migliori, anche se le ore erano più o meno le stesse.